# São Julião (Setúbal)
São Julião is een plaats (freguesia) in de Portugese gemeente Setúbal en telt 17.070 inwoners (2001).